# Anthriscus tenerrima
Anthriscus tenerrima là một loài thực vật có hoa trong họ Hoa tán. Loài này được Boiss. & Spruner mô tả khoa học đầu tiên năm 1844.